# Taxiphyllum papuanum
Taxiphyllum papuanum là một loài Rêu trong họ Hypnaceae. Loài này được (Broth.) M. Fleisch. miêu tả khoa học đầu tiên năm 1923.